# Discurso de Cuarentena
El Discurso de Cuarentena fue dado por el presidente de E.U.A. Franklin D. Roosevelt el 5 de octubre de 1937 en Chicago, llamando a una «cuarentena respecto a las naciones agresoras» como alternativa al clima político americano de neutralidad y no intervención, vigente en ese tiempo. 
El discurso intensificó el clima aislacionista de Estados Unidos, causando protestas de los no intervencionistas y contrarios a cualquier intervención. Ningún país fue mencionado en el discurso, a pesar de ser interpretado como una referencia a Japón, Italia, y Alemania. Roosevelt sugirió el uso de la presión económica, una respuesta contundente, pero menos directa que la agresión pura y simple.
La respuesta pública al discurso fue variada. El caricaturista Percy Crosby, creador de la tira cómica Skippy y crítico de Roosevelt, compró un anuncio de dos páginas en el New York Sun para atacarlo. Además, fue muy criticado por los periódicos propiedad de William Randolph Hearst y por Robert R. McCormick del Chicago Tribune, pero el conjunto de editoriales publicados reflejó un apoyo general por parte de los medios de comunicación de EE. UU.